# Nguyễn Văn Vọng
Nguyễn Văn Vọng (sinh 23/10/1947) là đại biểu Quốc hội khóa IX thuộc đoàn đại biểu Quốc hội tỉnh Hà Bắc, và là đại biểu Quốc hội khóa X thuộc đoàn đại biểu Quốc hội tỉnh Bắc Giang. 

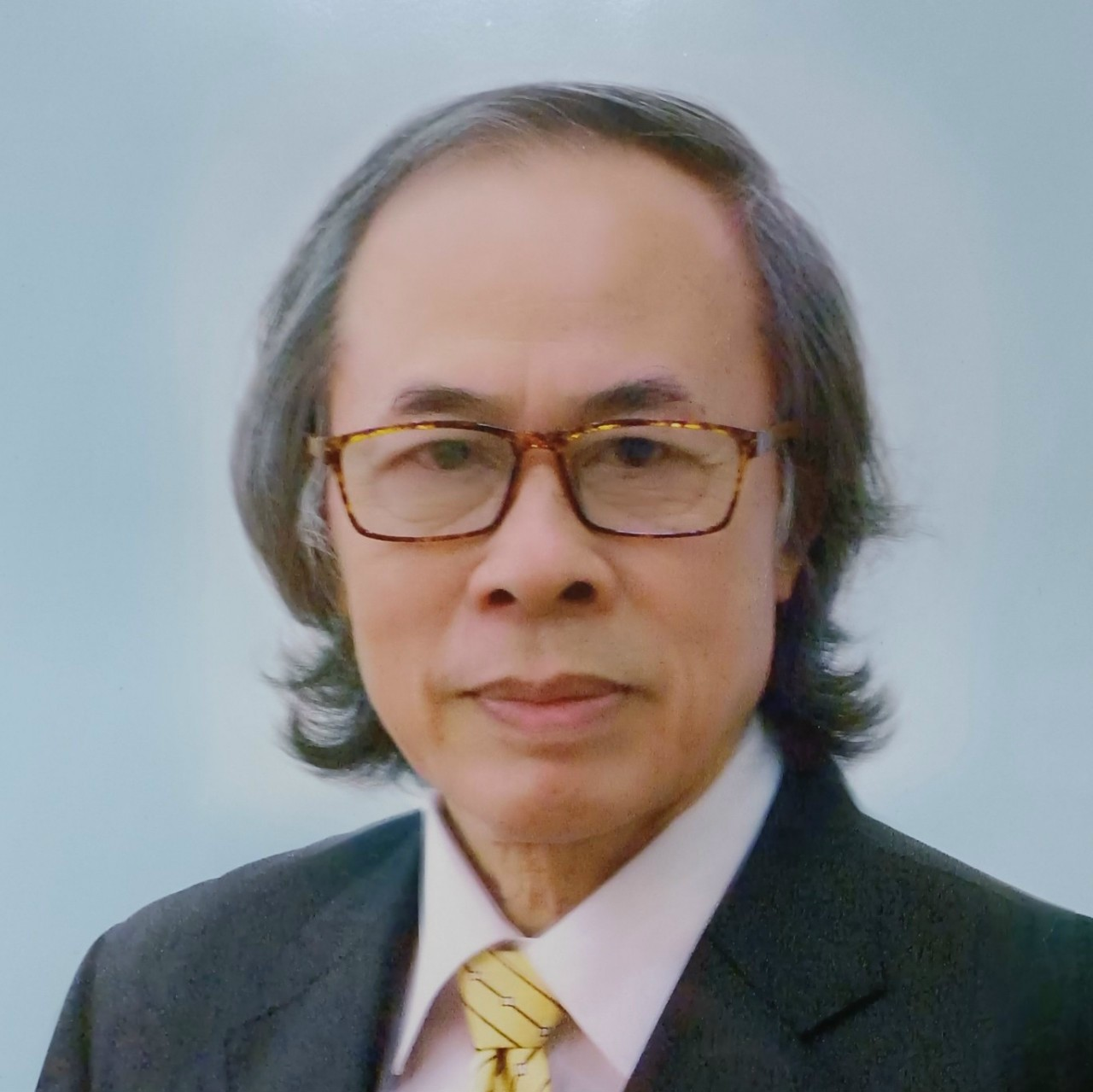

## Tiểu sử
Ông Nguyễn Văn Vọng sinh ngày 23 tháng 10 năm 1947 trong một gia đình nông dân ở thôn Trung Hòa, xã Mai Trung, huyện Hiệp Hòa, tỉnh Bắc Giang.
Ông tốt nghiệp khoa Toán Trường Đại học Tổng hợp Hà Nội năm 1970, sau đó dạy học ở Trường thanh niên lao động xã hội chủ nghĩa tỉnh Hòa Bình rồi chuyển về dạy ở khoa Lưu học sinh Trường Đại học Ngoại ngữ Hà Nội. Từ năm 1977, ông làm nghiên cứu sinh của trường Đại học Tổng hợp Xôphia Bungari, đến năm 1981 nhận bằng Tiến sĩ Toán học.
Từ đầu năm 1982, ông dạy học ở trường Cao đẳng Sư phạm Ngô Gia Tự Hà Bắc, đến cuối năm 1983 giữ chức vụ Phó Hiệu trưởng của trường. Từ năm 1991 là Phó Giám đốc, đến năm 1994 là Giám đốc Sở Giáo dục và Đào tạo tỉnh Hà Bắc, năm 1997 làm Giám đốc Sở Giáo dục và Đào tạo tỉnh Bắc Giang. Ông là tỉnh ủy viên từ năm 1991, ủy viên Ủy ban nhân dân tỉnh từ năm 1994 đến năm 1998. Từ tháng 7 năm 1998 đến tháng 10 năm 2007 là Thứ trưởng Bộ Giáo dục và Đào tạo.
Tháng 1 năm 2008 ông được tặng Huân chương Độc lập hạng Ba.
Sau khi nghỉ hưu, ông rời khỏi khu nhà công vụ ở Hoàng Cầu trở về quê nhà sinh sống. Ông tự làm cây cảnh, thiết kế nhà ở, vườn cây đá, tượng Phật Bà. Ngoài ra, ông còn sưu tầm biên soạn tài liệu Thư tịch cổ và làm Quy hoạch khu văn hóa tâm linh của làng.
Ông cũng sáng tác thơ, viết sách. Năm 2012 có thơ Rơm vàng Đường gió, Nhà xuất bản Hội nhà văn; năm 2013 có sách Trạng nguyên Nguyễn xuân Chính, Nhà xuất bản Chính trị Quốc gia Hồ Chí Minh.